# Theodor Bitterauf
Theodor Bitterauf, auch Bittherauf, (* 7. Oktober 1877 in Nürnberg; † 6. April 1925 in München) war ein deutscher Historiker. Bitterauf war Professor der Geschichte an der Universität München und an der Bayerischen Kriegsakademie. Er war seit 1914 Mitglied der Bayerischen Akademie der Wissenschaften.

## Leben
Theodor Bitterauf war der dritte Sohn des Nürnberger Kaufmanns Christian Bitterauf († 1891) und dessen Frau Rosa, eine geborene Ermann. Er besuchte ab 1886 das Gymnasium in Nürnberg, das er 1895 mit dem Abitur verließ. Von 1895 bis 1899 studierte er Geschichte und Philologie an der Universität Erlangen und der Universität München unter anderem bei Karl Theodor von Heigel und Sigmund von Riezler. Bereits 1898 bestand er die erste Prüfung für das höhere Lehramt, 1899 legte er die zweite Prüfung ab für das Fach Geschichte.
1901 promovierte Bitterauf an der Philosophischen Fakultät der Münchener Universität mit der Dissertation Die kurbayerische Politik während des siebenjährigen Krieges zum Dr. phil. Die Arbeit, die er seiner Mutter widmete, erschien im gleichen Jahr bei C.H.Beck. Zwei Jahre später habilitierte er sich  an der Universität Erlangen für Mittlere und Neuere Geschichte. Seine Habilitationsschrift Die Gründung des Rheinbundes und der Untergang des alten Reiches erschien noch 1903 ebenfalls bei C.H.Beck.
Ab 1904 ließ sich Bitterauf dauerhaft in München nieder und arbeitete an der Münchener Universität, wo er 1909 eine außerordentliche Professur für Neuere Geschichte erhielt und 1917 zum Honorarprofessor ernannt wurde. Gleichzeitig ernannte man ihn 1910 zum außerordentlichen, seit 1912 zum ordentlichen Hochschulprofessor für Geschichte an der Bayerischen Kriegsakademie. 1914 wurde er zum außerordentlichen Mitglied der historischen Klasse der Bayerischen Akademie der Wissenschaften gewählt.
Während des Ersten Weltkrieges war Bitterauf beim Auswärtigen Amt in Berlin tätig, hielt aber auch weiterhin Vorträge in München und sogar an der Front. Der Zusammenbruch des Deutschen Kaiserreiches 1918 traf ihn schwer. Nach dem Krieg wurde er als Divisionsunterrichtsleiter am Wehrkreiskommando München weiterbeschäftigt.
Theodor Bitterauf starb nach längerer Krankheit am 6. April 1925, im Alter von 48 Jahren in München. Er wurde auf dem Nordfriedhof in München-Schwabing bestattet. Sein Grab ist erhalten.

## Schrifttum
Bitterauf war Autor und Herausgeber zahlreicher Schriften. Seine Dissertations- und Habilitationsschrift wurden von ihm grundlegend überarbeitet und erweitert. Sie erlebten in der Folge zahlreiche Nachauflagen. Eine 
Fortsetzung seiner Habilitationsschrift Die Gründung des Rheinbundes und der Untergang des alten Reiches mit zwei weiteren Bänden konnte er aber nicht mehr realisieren. Für die Schriftenreihe Aus Natur und Geisteswelt der Teubner Verlagsgesellschaft verfasste er mehrere Arbeiten unter anderem über Napoleon I. und Friedrich den Großen sowie die Geschichte der Französischen Revolution, die später auch als Einzelveröffentlichungen erschienen. An der Festschrift für Karl Theodor von Heigel von 1903, seinem ehemaligen Professor, war er als Mitautor beteiligt. Für die Allgemeine Deutsche Biographie schrieb er die Beiträge über Ludwig II. von Bayern und Johann von Lutz.
Große Verdienste erwarb er sich bei der Herausgabe und Bearbeitung des mehrteiligen Quellenwerkes Traditionen des Hochstifts Freising. Die Veröffentlichung enthielt Texte und Urkunden zur Geschichte des Hochstifts Freising vom 8. bis zum 13. Jahrhundert und wurde von ihm Erläuterungen ergänzt. Das Werk erschien ab 1905 im Auftrag der Historischen Kommission der Bayerischen Akademie der Wissenschaften und mit Unterstützung des bayerischen Königs.

## Veröffentlichungen (Auswahl)

### Autor
- Die kurbayerische Politik während des siebenjährigen Krieges. (Dissertationsschrift), Beck, München 1901. (Digitalisat.)
- Geschichte des Rheinbundes. (Habilitationsschrift), Beck, München 1903. (Digitalisat.)
- Bayern als Königreich 1806–1906. Beck, München 1906. (Digitalisat.)
- Der Prozess gegen Johann Philipp Palm und Konsorten 1806. Historische Vierteljahresschrift, Heft 3, Teubner, Leipzig / Berlin 1909. (Digitalisat.)
- Friedrich der Große. Sechs Vorträge. Teubner, Leipzig / Berlin 1914.
- Die deutsche Politik und die Entstehung des Krieges. Beck, München 1915. (Digitalisat.)
- Napoleon I. Teubner, Leipzig / Berlin 1916.
- Geschichte der französischen Revolution. 6 Vorträge. Teubner, Leipzig / Berlin 1918. (Digitalisat.)
- Handbuch der Staatengeschichte. Abteilung 1, Europa; Abschnitte 5 + 6: Frankreich, Niederlande-Belgien. mit Richard Scholz und Rudolf Häpke, Vossische Buchhandlung, Berlin 1922.

### Herausgeber
- Die Traditionen des Hochstifts Freising.
  - 1. Band: 744–926. Riegersche Universitäts-Buchhandlung, München 1905–1909. (Digitalisat.)
  - 2. Band: 926–1283. Riegersche Universitäts-Buchhandlung, München 1905–1909.